# 森芳雪
森 芳雪（もり よしゆき、天保6年〈1835年〉 - 明治12年〈1879年〉）とは、江戸時代末期から明治時代にかけての大坂の浮世絵師。 

## 来歴
歌川芳梅の門人、大坂の人。姓は森、名は米次郎。南粋、南酔亭、六花園（りくかえん）、六花軒と号す。蕙雪（よしゆき）とも。作画期は文久から明治8年（1875年）にかけてで、明治5年（1872年）頃、一時東京に出て蒸気車や銀座煉瓦石造街風景などの開化絵を描いている。中判の役者絵の他に合作の「浪花百景」が知られている。なお江戸に同名の歌川芳雪がいるが別人である。

## 作品
- 『見聞奇談』　※北遊山人撰、慶応4年（1868年）刊行
- 「故片岡我童追善口上」　横大判錦絵　池田文庫所蔵　※文久3年（1863年）2月
- 「本朝廿四孝　敵討巌流嶋」　大判錦絵3枚続　池田文庫所蔵　※明治7年春頃
- 「浪花百景」　中判錦絵揃物　※嘉永頃。歌川国員、中井芳滝との合作
- 「天皇諸所巡見図」　大判錦絵3枚続　※明治6年